# Jeleśnia (stacja kolejowa)
Jeleśnia – stacja kolejowa w Jeleśni, w województwie śląskim, w powiecie żywieckim. 

## Ruch pasażerski
| Rok  | Wymiana pasażerska na dobę |
| ---- | -------------------------- |
| 2017 | 0-9                        |
| 2022 | 0-9                        |